# Schischmarjow MK-1
Die Schischmarjow MK-1 Rybka (russisch Шишмарёв МК-1 Рыбка, deutsch Fischlein) ist ein sowjetrussisches Jagdflugzeug, das Anfang der 1920er Jahre entwickelt wurde.

## Entwicklung
1921 gab die Leitung der Seekriegsflotte Sowjetrusslands eine Ausschreibung zur Entwicklung eines Schwimmer-Jagdflugzeugs für den Einsatz auf See heraus. Im Flugzeugwerk von Taganrog begannen daraufhin die drei Konstrukteure Michail Schischmarjow (Berechnungen), Nikolai Michelson (Zeichnungen) und Wiktor Korwin-Körber (Bau) im darauffolgenden Mai mit der Ausarbeitung der Pläne für einen leichten Doppeldecker. Schischmarjow fuhr anschließend nach Moskau und legte den Entwurf der zuständigen Kommission vor, die ihn zum Sieger erklärte und entschied, dass das Flugzeug im Werk „Roter Flieger“ (Krasny Ljotschik, Красный лётчик) von Sankt Petersburg gebaut werden sollte. Als Antrieb wurde ein 200-PS-Motor von Hispano-Suiza im Ausland erworben. Im Herbst 1923 war das MK-1 benannte Modell fertiggestellt und wurde erstmals zu Wasser gelassen, wobei sich herausstellte, dass die Schwimmer zu klein berechnet worden waren, denn das Flugzeug konnte sich nicht in der Waagerechten halten und kippte mit dem Heck nach hinten. Diesem Mangel konnte zwar durch Verwendung größerer Schwimmer abgeholfen werden, doch erwies es sich als unmöglich, das „Fischlein“ zum Fliegen zu bringen. Da auch in der Zwischenzeit das Interesse an einem Wasserjagdflugzeug stark nachgelassen hatte, entschloss sich Michelson, ein Landfahrwerk zu konstruieren. Da es inzwischen Winter geworden war, wurden statt der Räder Kufen montiert. Solchermaßen ausgerüstet konnte die MK-1 zum Jahresende 1923 hin ihren Erstflug absolvieren. Die bis ins Folgejahr durchgeführte Erprobung verlief enttäuschend, denn aufgrund des schwachen Antriebs erreichte das Muster lediglich eine Höchstgeschwindigkeit von 190 km/h, was für ein Jagdflugzeug dieser Zeit als nicht ausreichend angesehen wurde. Das gab letztlich den Ausschlag für die Beendigung des Projekts.

## Aufbau
Die MK-1 war ein einstieliger, verspannter Doppeldecker in Ganzholz-Schalenbauweise. Als Besonderheit bestand die Verkleidung des Rumpfes aus aneinander geklebten Sperrholzstücken. Ebenfalls bemerkenswert war die Unterbringung des Kühlers im Tragflächenmittelstück des Baldachins. Ober- und Unterflügel waren verspannt und miteinander durch je eine I-Strebe pro Seite und durch je zwei I-Streben mit dem Rumpf verbunden. Das Schwimmwerk bestand aus zwei parallel angeordneten stufenlosen Schwimmern. Bei Verwendung eines Landfahrwerks war sowohl der Anbau von Haupträdern als auch Skikufen möglich. Am Heck befand sich bei allen Varianten durchgehend ein Schleifsporn.

## Technische Daten
| Kenngröße                               | Daten                                         |
| --------------------------------------- | --------------------------------------------- |
| Besatzung                               | 1                                             |
| Länge                                   | 6,60 m                                        |
| Spannweite                              | 7,20 m                                        |
| Höhe                                    | 3,00 m mit Schwimmwerk                        |
| Flügelfläche                            | 21,5 m²                                       |
| Leermasse                               | n. b.                                         |
| Startmasse                              | n. b.                                         |
| Antrieb                                 | ein Hispano-Suiza mit 200 PS (147 kW)         |
| Höchstgeschwindigkeit (mit Radfahrwerk) | 190 km/h in Bodennähe 171 km/h in 1000 m Höhe |
| Landegeschwindigkeit (mit Radfahrwerk)  | 171 km/h (?)                                  |
| Bewaffnung                              | zwei 7,62-mm-MG                               |